# Jeans Club
Jeans Club je maďarská módní a oděvní firma, sídlící v Budapešti.
Společnost je největším distributorem značky Philip Russel a zaměřuje se na odívání pro věkovou skupinu 14–40 let. Tato společnost nabízí širokou škálu nejen džínsů, ale i ostatního oblečení a doplňků. [zdroj⁠?!] Společnost na jaře 2011 požádala o ochranu před věřiteli a v červenci 2011 zkrachovala.

## Historie
Společnost byla založena v roce 1994 v Maďarsku. Měla své obchody ve čtyřech zemích – 32 v Maďarsku, 4 v Polsku, 5 v České republice a 1 v Rumunsku.[zdroj?]
Na vytváření nových kolekcí Jeans Club se podíleli módní návrháři nejen z Evropy.

## Galerie

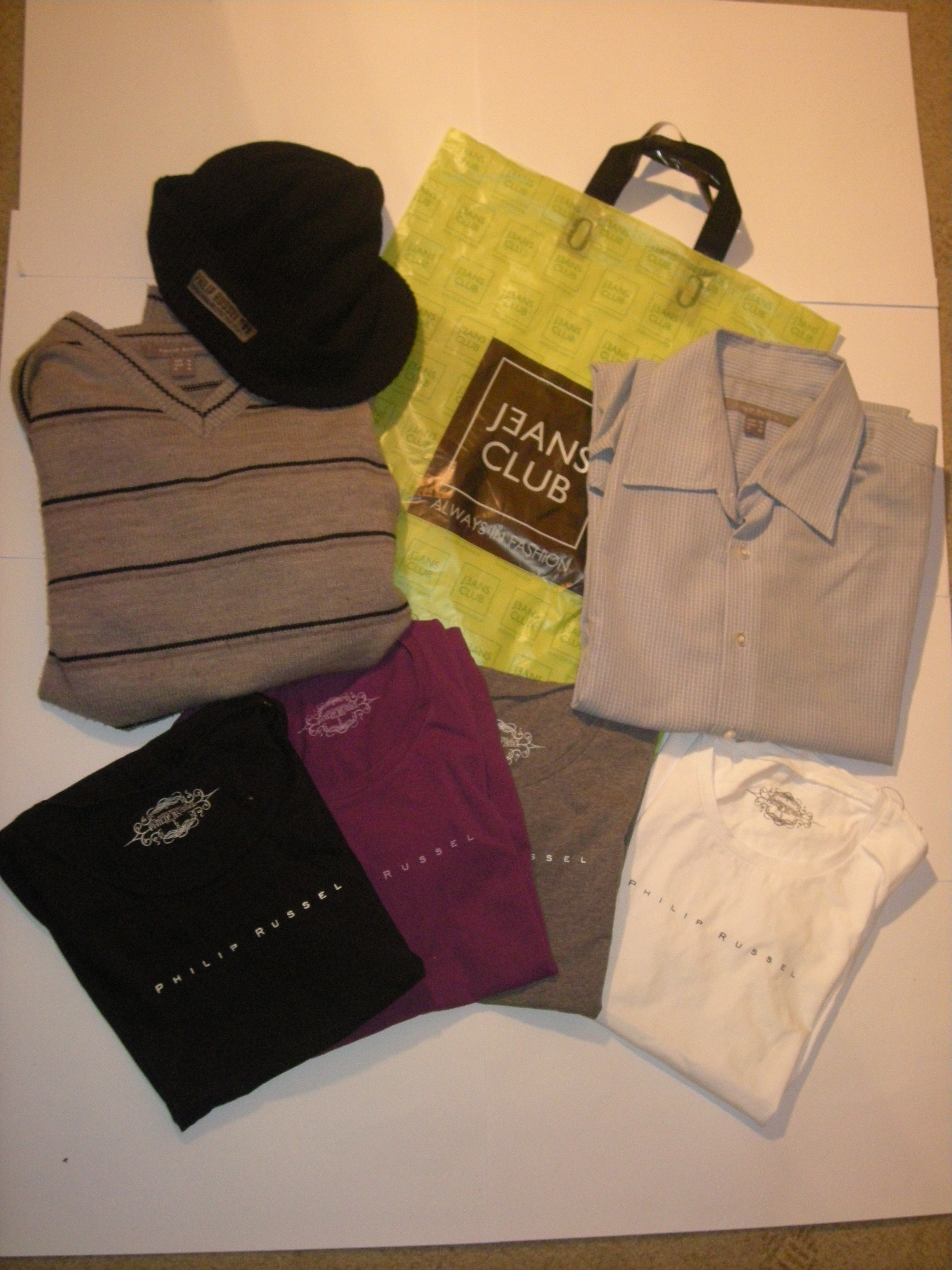
Oblečení Philip Russel
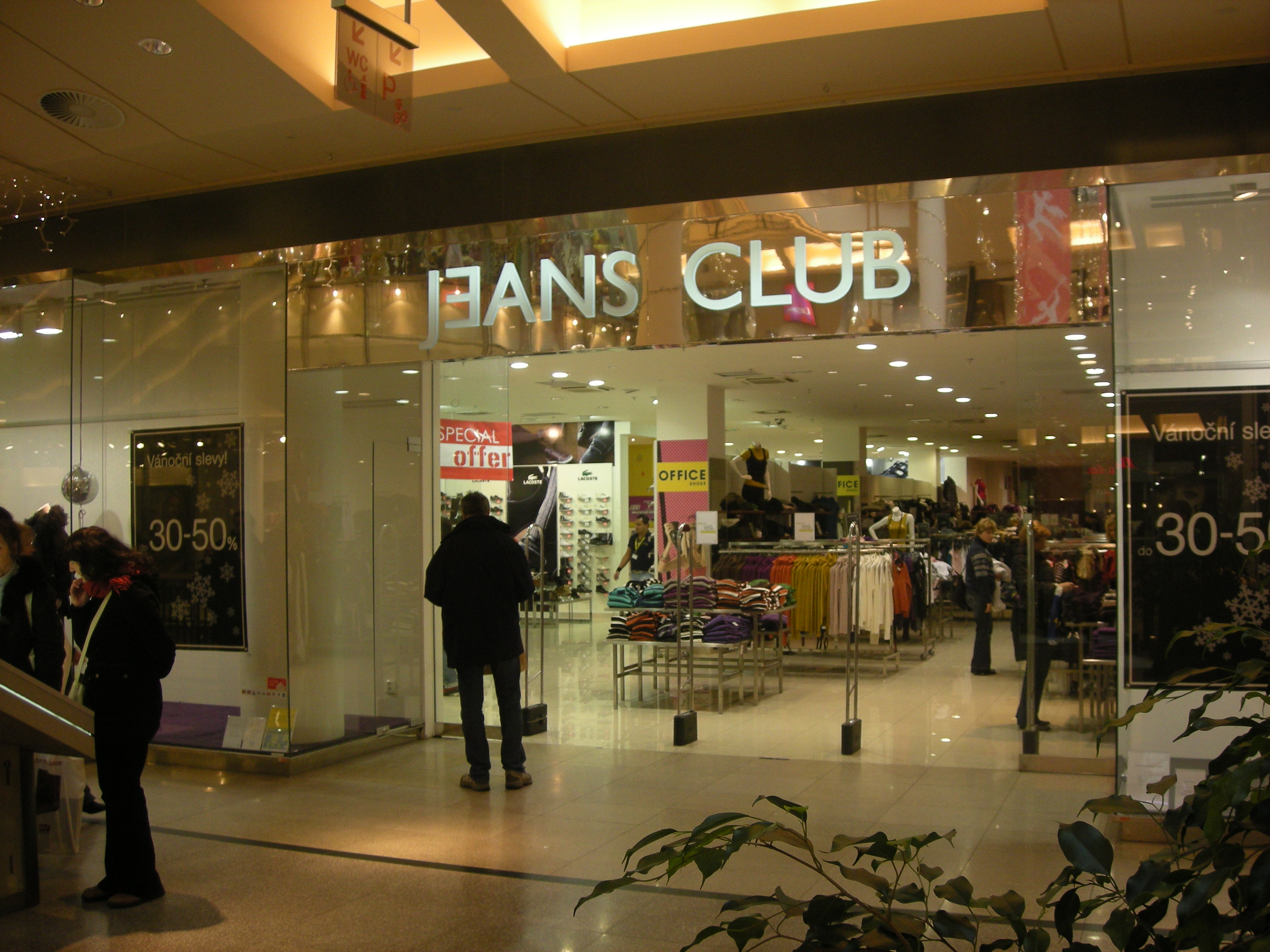
Prodejna Jeans club v obchodním domě Palladium v Praze
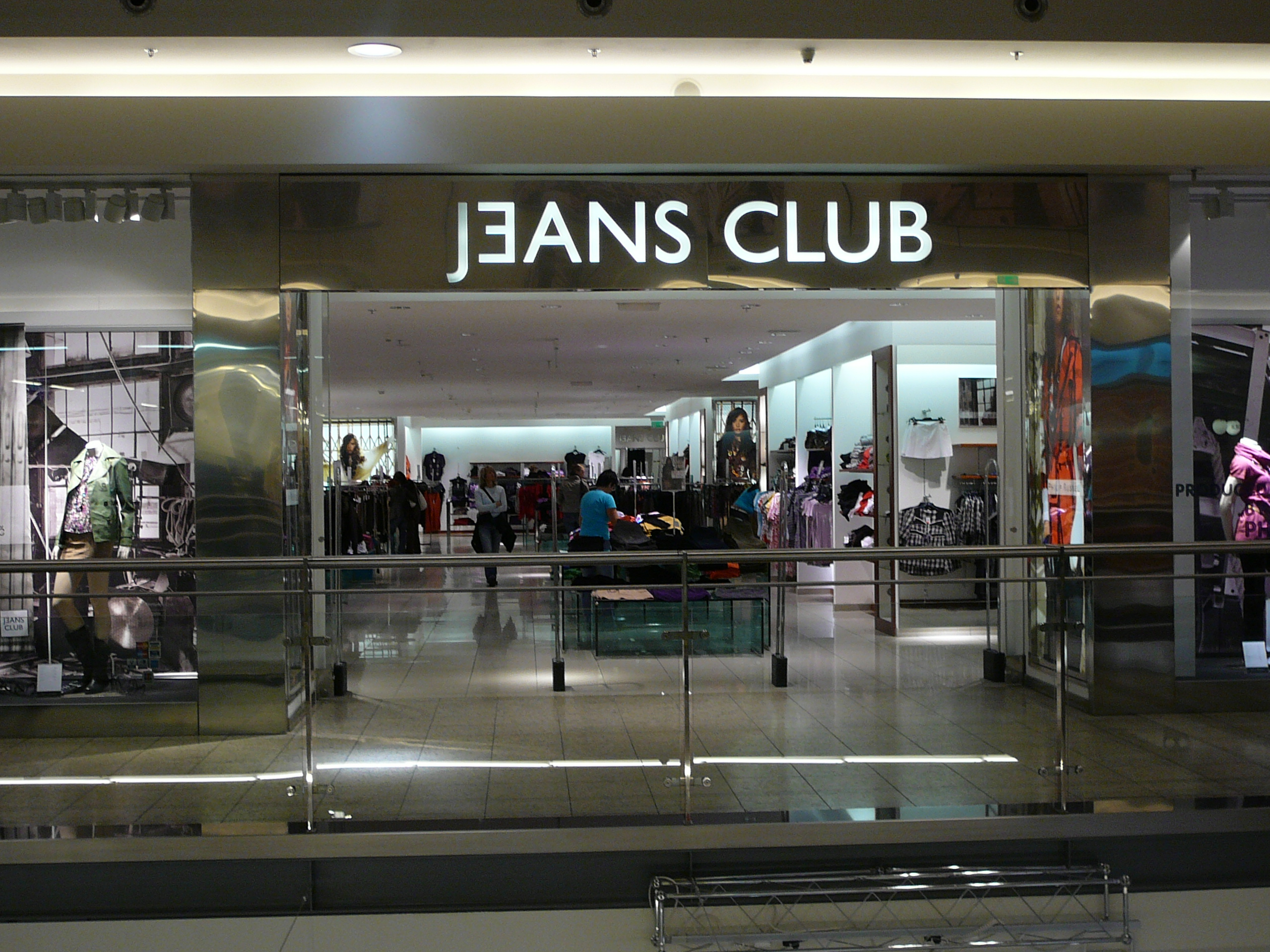
Prodejna Jeans club v obchodním domě Vaňkovka v Brně